# Astragalus ergenensis
Astragalus ergenensis es una especie de planta del género Astragalus, de la familia de las leguminosas, orden Fabales.

## Distribución
Astragalus ergenensis se distribuye por Rusia europea.

## Taxonomía
Fue descrita científicamente por Kamelin & Sytin. Fue publicado en Botanicheskii Zhurnal. (Moscow & Leningrad) 88(6): 114 (2003).